# Guido III da Polenta
Guido III da Polenta (Pauselijke Staat, 14e eeuw – januari 1390) was een edelman in de Pauselijke Staat. Hij was pauselijk vicaris of podestà van Ravenna van 1359 tot circa 1382.
Hij evolueerde van een pro-pauselijke koers naar een pro-Venetiaanse koers gericht tegen de paus in Rome.

## Levensloop

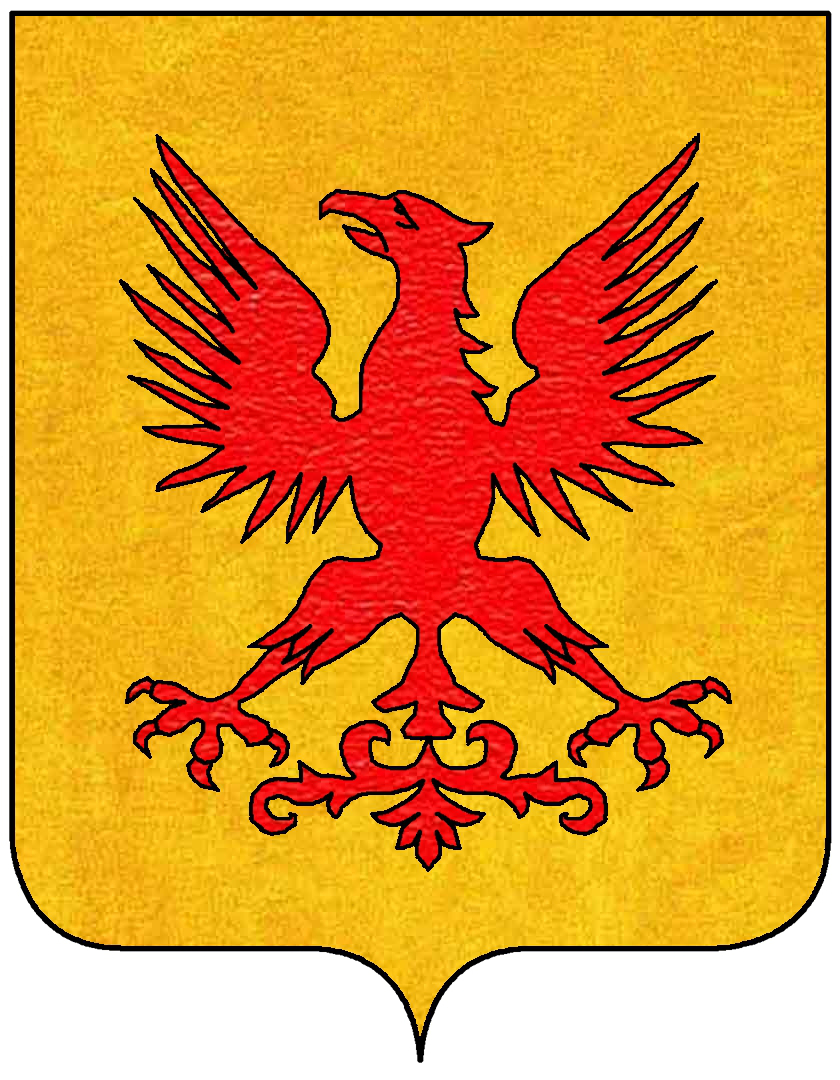
Wapenschild van het Huis da Polenta uit Ravenna

Guido behoorde tot de adellijke familie da Polenta in Ravenna. Zij waren pauselijke vazallen die heersten over Ravenna; de oorsprong van de familie lag in Polenta di Bertinoro in de Romagna. Guido volgde zijn vader Bernardino I op in 1359 als pauselijk vicaris van Ravenna en omgeving, na diens dood. Zijn vaders regime had Ravenna verpauperd en dit gaf aanleiding tot relletjes. 
Aanvankelijk gedroeg Guido zich als een trouwe vazal van de paus in Rome. Hij vocht voor de Heilige Stoel in 1361 en 1364. Hij leefde op goede voet met de pauselijk legaat voor Ravenna, kardinaal Albornoz. In deze periode stootte de machtige heerser van Milaan Gian Galeazzo Visconti door tot in de Povlakte; hiermee vergrootte de heerlijkheid Milaan aanzienlijk qua grondgebied. Guido neigde daarom naar een alliantie met het buurland Venetië. Dit betekende dat Ravenna werd losgetrokken van de pauselijke invloedssfeer en bewoog in deze van de doges van Venetië. In 1369 werd Guido geëxcommuniceerd omdat hij een taks niet had bezorgd aan het pauselijk hof. Door toedoen van kardinaal Anglico werd die straf ongedaan gemaakt (1371). 
Tijdens de Oorlog van de Acht Heiligen (1375-1378), een oorlog tussen de Pauselijke Staat tegen Florence en andere Midden-Italiaanse steden, koos Guido partij voor Florence. Dit betekende een breuk met het pausdom. Toen bovendien het Westers Schisma uitbarstte (1378), koos Ravenna door toedoen van Guido voor de tegenpaus Clemens VII in Avignon. Paus Urbanus VI in Rome verklaarde vervolgens Guido vogelvrij. Urbanus VI zette Guido af als pauselijk vicaris; het werd de pausgezinde Galeotto Malatesti (circa 1382). Guido verloor domeinen en kastelen aan deze Malatesti. De familie Malatesti voerde strijd tegen Guido (1382-1383), een strijd die slecht afliep voor Guido. 
In 1389 kwamen alle kinderen van Guido in opstand tegen hun zieke vader. Guido werd opgesloten en stierf in gevangenschap een jaar later (1390). Drie van zijn zonen werden tezamen podestà van Ravenna: Obizzo, Pietro en Ostasio II.
Een van zijn dochters was Samaritana da Polenta; zij was gehuwd met Antonio Della Scala, de laatste heerser van het huis Della Scala in Verona.